# Irene Scharrer
Pour les articles homonymes, voir Scharrer.
Irene Scharrer (Londres, 2 février 1888 – Londres, 11 janvier 1971) est une pianiste britannique. 

## Biographie
Irene Scharrer est la plus jeune des enfants de Tobias Scharrer et Ida Henrietta Scharrer née Samuel. Sa mère est une pianiste accomplie, et sa sœur aînée Maud, pratique le piano avec Tobias Matthay dès 1886.
À dix ans, Irene Scharrer étudie avec Tobias Matthay et grâce à une bourse qu'elle remporte entre à la Royal Academy of Music à douze. Elle rencontre Arnold Bax et Myra Hess tous deux élèves de Matthay.
Elle fait ses débuts à Londres à l'âge de seize ans et donne des concerts régulièrement jusqu'en juin 1958, lorsqu'elle se produit pour la dernière fois avec Myra Hess, dans un programme contenant la sonate pour deux pianos de Mozart. Elles ont souvent interprété des œuvres pour piano à quatre mains ensemble – Scharrer est parfois décrite à tort comme la cousine de Hess. Elle était, de loin, lié à une autre pianiste, Harriet Cohen, les deux partageant leur arrière-grand-père.
Elle a joué avec d'autres collaborateurs, tels les chefs d'orchestre Arthur Nikisch à Berlin et Landon Ronald, à Londres dès 1912.
Elle rend visite à Edward Elgar en 1918 qui lui promet la première représentation de son concerto pour piano, encore à l'état d'esquisse.
Sa technique était dans le raffinement, plutôt que dans la force. Les enregistrements qui ont survécu d'elle la montrent à son meilleur, dans les petites pièces du répertoire romantique, où son contrôle impeccable, la belle sonorité et l'absence de clinquant servent la musique.[réf. souhaitée]

## Enregistrements
Dès 1909, elle a enregistré pour HMV, puis entre 1929 et le milieu des années 1930 pour Columbia. Son répertoire enregistré comprend,, :
Bach,
Prélude et fugue (HMVD576)
Chopin,
Prélude en fa-dièse mineur;
Valse en mi mineur (HMV, E255) ;
Fantaisie-Impromptu ;
Impromptu en la-bémol (HMV D1087);
Étude en si-bémol majeur (HMV D1303)
Saint-Saëns,
Allegro Scherzando extrait du Concerto pour piano en sol majeur (HMV D81)
Schumann,
Intermezzo en mi-bémol majeur (HMV D87)
Mendelssohn,
Rondo Capricioso (HMV D87) ;
Les Abeilles de Mariage (HMV D1303)
Sinding,
Bruissement de Printemps (HMV D1087)
Debussy,
Poissons d'or ;
Reflets dans l'eau (HMV D914)
Arabesque n° 2 (HMV D576)
Réédition : 
- Intégrale des enregistrements électriques 1925-1933 et sélection d'enregistrement acoustiques 1912-1924 ("The Matthay Pupils" 2CD Apian/APR6010)